# Borolia albipuncta
Borolia albipuncta là một loài bướm đêm trong họ Noctuidae.